# Yuji Nagata
Yuji Nagata (永田 裕志 Nagata Yuji?) (24 de abril de 1968) es un luchador profesional japonés, famoso sobre todo por su trabajo en New Japan Pro-Wrestling. Actualmente trabaja para All Japan Pro Wrestling. Conocido por su perpetua condición de tweener, Nagata fue uno de los primeros miembros de NJPW entrenados en shoot wrestling, y es uno de los luchadores más destacados de la promoción.
Nagata es cinco veces campeón mundial al haber logrado dos veces el Campeonato Peso Pesado de la IWGP, una vez el Campeonato Peso Pesado de la GHC, una vez el Campeonato Peso Pesado de la Triple Corona y una vez el Campeonato Mundial Peso Pesado de ZERO1-MAX.
Yuji es hermano del luchador de artes marciales mixtas Katsuhiko Nagata.

## Carrera
Miembro del equipo de lucha amateur de la escuela secundaria, Yuji prosiguió con su afición hasta después de graduarse en la universidad Nippon, ganando campeonatos nacionales en varias ocasiones. Gracias a estas credenciales, New Japan Pro-Wrestling se interesó por él y le contrató en 1992.

### New Japan Pro-Wrestling (1992-presente)
Nagata entrenó en el dojo de NJPW al lado de futuros compañeros como Tokimitsu Ishizawa, Shinjiro Otani y especialmente Manabu Nakanishi, con quien formó una gran amistad. En septiembre, tuvo su combate de debut contra Hiroyoshi Yamamoto, y poco después, se convirtió en una parte indispensable de los novatos de la promoción, participando en las Young Lion Cup de 1992 y 1992 y en el One Night Tag Team Round Robin Tournament de 1993, este al lado de Otani. Sin embargo, su compañero y rival más habitual sería Nakanishi, con quien se enfrentó en la final de la Young Lion Cup de 1995 siendo derrotado. El mismo año, después de que Kazuo Yamazaki abandonase Union of Wrestling Forces International por NJPW, Nagata se convirtió en uno de sus pupilos en el arte del shoot wrestling, aprendiendo el estilo que se convertiría en su seña personal el resto de su carrera. Gracias a ello, Nagata tuvo cierta presencia en el enfrentamiento entre NJPW y UWF-i, y un año después, merced a un acuerdo con la promoción estadounidense World Championship Wrestling, fue enviado allí a refinar sus habilidades.
Allí Nagata, presentado como un arrogante heel nipón, tuvo luchas titulares con nombres como Chris Jericho, Dean Malenko, Booker T y Goldberg. También ganó a Sonny Onoo como mánager después de que este le introdujera para enfrentarle a su antiguo protegido Último Dragón; Nagata derrotó a Dragón en dos ocasiones con su nuevo estilo de sumisión, incluyendo una lucha en la que si Dragón ganaba, tendría derecho a una pelea con Onoo. Además, Yuji tuvo un feudo con Ernest Miller, tras lo que después Onoo prescindió de sus servicios. Avanzado 1998, después de una breve escalada en México, hizo un corto retorno a Japón como enviado de WCW, haciendo equipo con Kensuke Sasaki para competir en la WCW Tag Team Title Contenders League. Sasaki y Nagata obtuvieron importantes victorias sobre equipos como Genichiro Tenryu & Shiro Koshinaka y Kazuo Yamazaki & Shinya Hashimoto, y finalmente ganando el torneo, pero no consiguieron ganar el título ante sus portadores, Scott Hall & The Giant. Tras ello, la pertenencia de Nagata a WCW terminó y volvió al plantel principal de la New Japan.
A su retorno, Nagata empezó a perseguir el IWGP Heavyweight Championship, que estaba vacante después de la lesión del antiguo campeón, Masahiro Chono, pero sus intentos fueron infructuosos, ya que Scott Norton se llevó el título ante él en una lucha de decisión, y luego Kensuke Sasaki le venció por la oportunidad de ser el siguiente retador. En noviembre, Nagata formó equipo con Manabu Nakanishi y participaron en la Super Grade Tag League VIII, pero a pesar de tener varias victorias, no ganaron el torneo, ni luego el IWGP Tag Team Championship ante nWo Japan (Hiroyoshi Tenzan & Satoshi Kojima). A pesar de ello, la alianza de ambos pervivió y continuaron luchando en equipos, a veces con la presencia de otro luchador amateur, Kazuyuki Fujita. En 1999, después del G1 Climax y una breve pausa en su equipo, Nagata y Nakanishi ganaron por fin el campeonato en parejas ante Mad Dogs (Michiyoshi Ohara & Tatsutoshi Goto). El equipo de Yuji y Manabu retuvo el título durante meses, y fue en este tiempo en que Nagata decidió fundar el stable Fighting Club G-EGGS, donde todos sus miembros debieran tener entrenamiento en deportes de combate. Yutaka Yoshie, Masakazu Fukuda (hasta su fallecimiento en abril) y Brian Johnston fueron sus primeros reclutas, y pronto estuvieron enfrentados con la enorme facción Team 2000 de Masahiro Chono, pero sufrieron un revés ante ella cuando sus miembros Tenzan y Kojima vencieron a Yuji y Manabu por los campeonatos en parejas.

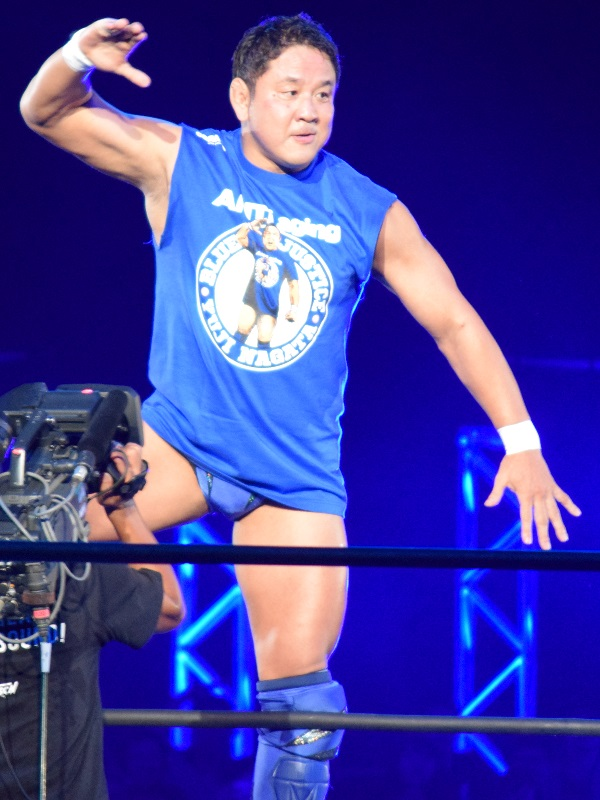
Nagata en agosto del 2015.

## En lucha

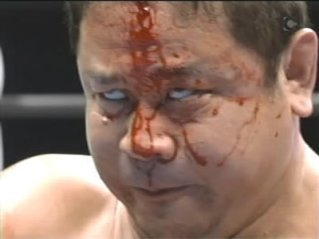
"Killer Nagata", expresión comúnmente adoptada por Yuji durante sus llaves.

- Movimientos finales
  - Nagata Lock[1][2][3] (Reverse figure four leglock)[1]
  - Nagata Lock II[1][2][3] (Seated crossface)[1] - 1997-presente
  - Nagata Lock III[1][2][3] (Double underhook crossface)[1] - 2003-presente
  - Nagata Lock IV[2][3] (Chickenwing over the shoulder crossface) - 2006-presente
  - Thunder Death Driver[1][2][3] (Twisting brainbuster)[1]
  - Drive Screw[3] (Vertical suplex swinging neckbreaker)[3]
  - Exploder of Justice[4] (Wrist-clutch exploder suplex)[1][2][3]
  - Bridging belly to back suplex[1][2][3]

- Movimientos de firma
  - Cross armbar[1][3]
  - Guillotine choke
  - Enzuigiri[1]
  - Lifting DDT

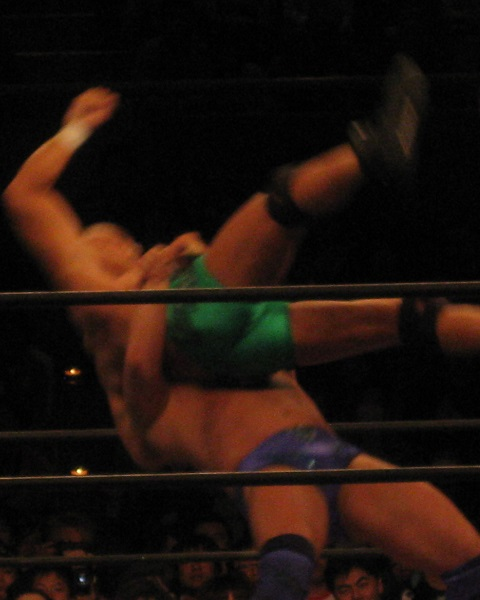
Nagata aplicando un «BackDrop Hold» en agosto de 2015

  - Roundhouse kick a la cabeza del oponente[5]
  - Running high knee a un oponente arrinconado[1]
  - Shining wizard
  - Sleeper hold
  - Spinning heel kick[1][3]
  - Varios tipos de suplex:
    - Bridging German
    - Bridging northern lights[1]
    - Exploder,[1][3] a veces desde una posición elevada[1]
    - Overhead belly to belly suplex[1]

- Mánagers
  - Sonny Onoo

- Apodos
  - Blue Justice[2]
  - "Mr. Saikyou"[2]
  - "Mr. IWGP"[2]

## Campeonatos y logros
- All Japan Pro Wrestling

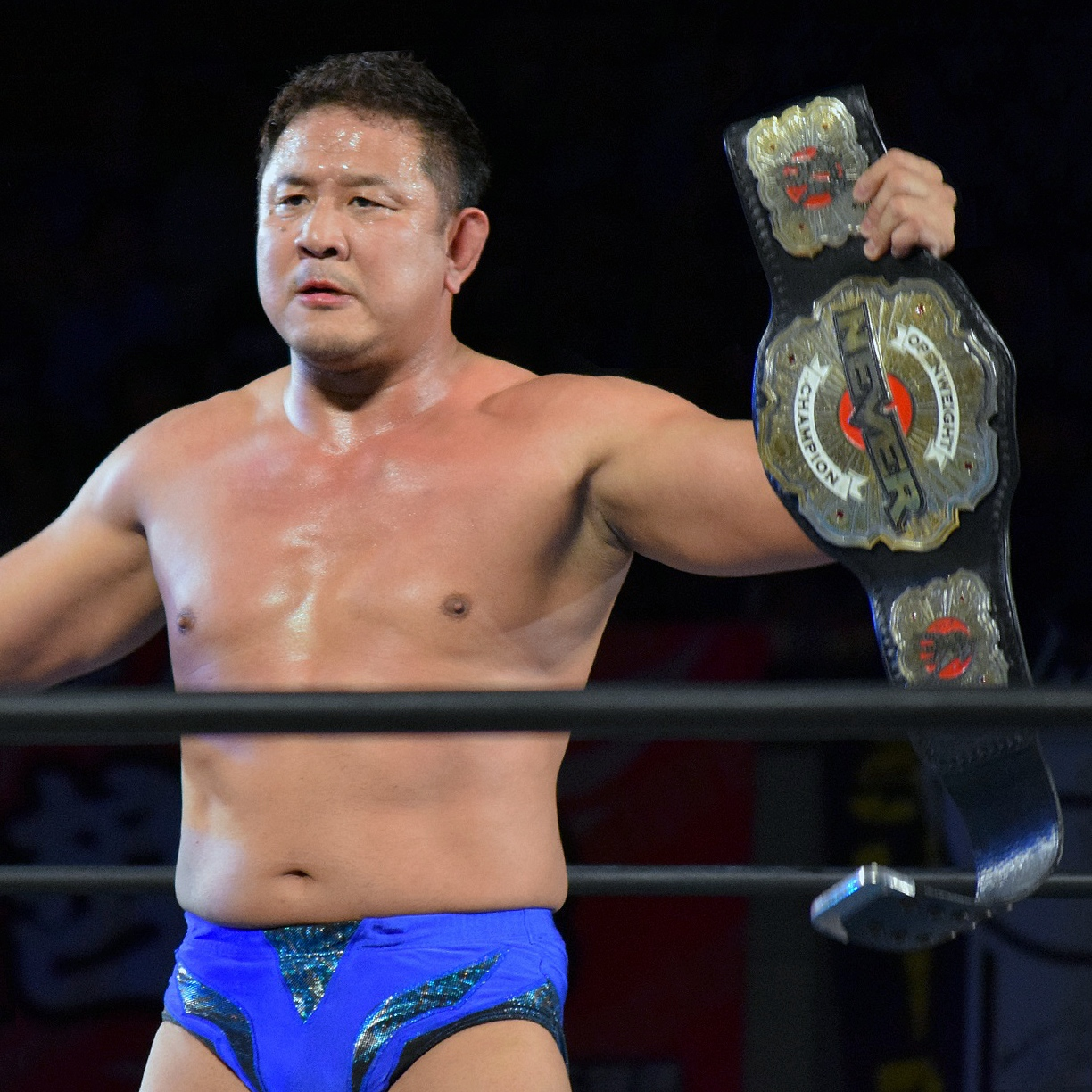
Nagata como Campeón Peso Abierto N.E.V.E.R.

  - Triple Crown Heavyweight Championship (1 vez)
  - AJPW Unified World Tag Team Championship (1 vez) – con Kendo Kashin
  - All Asia Tag Team Championship (1 vez) — con Jun Akiyama[6]
  - Champion Carnival (2011)

- New Japan Pro-Wrestling
  - IWGP Heavyweight Championship (2 veces)
  - NEVER Openweight Championship (1 vez)
  - IWGP Tag Team Championship (2 veces) – con Manabu Nakanishi (1) y Wataru Inoue (1)
  - G1 Climax (2001)
  - New Japan Cup (2007 y 2011)
  - G1 Tag League (2000) – con Takashi Iizuka
  - G1 Tag League (2010) – con Wataru Inoue
  - Naeba Cup Tag Team Tournament (2001) – con Jushin Thunder Liger
  - SAMURAI! TV Openweight Tag Team Tournament (2005) – con Hirooki Goto
  - MVP (2002)
  - Actuación destacada (2001)
  - Mejor combate (2001) contra Keiji Muto el 12 de agosto
  - Mejor combate (2002) contra Masahiro Chono el 26 de octubre
  - Mejor combate en parejas (2000) con Manabu Nakanishi contra Ten-Koji (Hiroyoshi Tenzan & Satoshi Kojima) el 9 de octubre
  - Mejor combate en parejas (2001) con Jun Akiyama contra Hiroshi Hase & Keiji Muto el 8 de octubre

- Pro Wrestling NOAH
  - GHC Heavyweight Championship (1 vez)
  - GHC Tag Team Championship (1 vez) – con Hiroshi Tanahashi

- Pro Wrestling ZERO1-MAX
  - ZERO1-MAX World Heavyweight Championship (1 vez)

- Pro Wrestling Illustrated
  - Situado en el N°8 en los PWI 500 de 2002

- Tokyo Sports Grand Prix
  - Premio técnico (1998)
  - Premio técnico (1999)
  - Espíritu de lucha (2011)
  - Lucha del año (2001) contra Kazuyuki Fujita el 6 de junio

## Récord en artes marciales mixtas
| Resultado | Récord | Oponente          | Método          | Evento               | Fecha                   | Ronda | Tiempo | Localización       | Notas |
| --------- | ------ | ----------------- | --------------- | -------------------- | ----------------------- | ----- | ------ | ------------------ | ----- |
| Derrota   | 0-2    | Fedor Emelianenko | TKO (puñetazos) | Inoki Bom-Ba-Ye 2003 | 31 de diciembre de 2003 | 1     | 1:02   | Kobe, Hyogo, Japón |       |
| Derrota   | 0-1    | Mirko Filipovic   | TKO (puñetazos) | Inoki Bom-Ba-Ye 2001 | 31 de diciembre de 2001 | 1     | 0:21   | Saitama, Japón     |       |

## Libros publicados
- Oja no chosen? Puroresu Shin Jidai no Esu Wa ore Da (2003)
- Nagata-san no Kangae ta Toko (2009) - con Katsuhiko Kanazawa